# ادریسی گزنه‌ای
اِدریسی گزنه‌ای (انگلیسی: Hydrangea hirta) گونه‌ای از گیاهان گلدار از تیره گل‌ادریسیان و بومی شرق آسیا است.
به دلیل زیبایی و استحکام گل‌های این گونه، می‌توان آن را در خارج از رویشگاه بومی آن یافت که برای اهداف باغبانی و محوطه‌سازی استفاده می‌شود و در باغ‌های کشورهایی از جمله بریتانیا و ایالات متحده یافت می‌شود.